# Provinca Santo Domingo
Santo Domingo (španska izgovarjava: [ˈsanto ðoˈmiŋɡo]) je provinca Dominikanske republike. Provinca je uradno postala 16. oktobra 2001, ko se je odcepila od Distrito Nacionala.

## Občine in občinski okraji
Provinca je bila 20. junija 2006 razdeljena na naslednje občine in občinske okraje (D.M.-je):
- Boca Chica
  - La Caleta (D.M.)
- Los Alcarrizos
  - Palmarejo-Villa Linda (D.M.)
  - Pantoja (D.M.)
- Pedro Brand
  - La Cuaba (D.M.)
  - La Guáyiga (D.M.)
- San Antonio de Guerra
  - Hato Viejo (D.M.)
- San Luis
  - San Isidro  (D.M.)
- Santo Domingo Este
  - Las Américas  (D.M.)
- Santo Domingo Norte
  - Villa Mella (D.M.)
  - La Victoria (D.M.)
- Santo Domingo Oeste
  - Herrera  (D.M.)
  - Instituto  (D.M.)
  - Manoguayabo  (D.M.)

Spodnja tabela prikazuje števila prebivalstev občin in občinskih okrajev iz popisa prebivalstva leta 2012. Mestno prebivalstvo vključuje prebivalce sedežev občin/občinskih okrajev, podeželsko prebivalstvo pa prebivalce okrožij (Secciones) in sosesk (Parajes) zunaj okrožij.
| Občina                 | Skupno prebivalstvo | Mestno prebivalstvo | Podeželsko prebivalstvo |
| ---------------------- | ------------------- | ------------------- | ----------------------- |
| Los Alcarrizos         | 263,861             | 181,175             | 82,686                  |
| Boca Chica             | 123,510             | 53,326              | 70,184                  |
| Pedro Brand            | 103,685             | 72,366              | 31,319                  |
| San Antonio de Guerra  | 102,586             | 59,631              | 42,955                  |
| San Luis               | 301,062             | 203,209             | 97,853                  |
| Santo Domingo Este     | 701,269             | 402,901             | 298,368                 |
| Santo Domingo Norte    | 705,983             | 589,047             | 116,936                 |
| Santo Domingo Oeste    | 693,255             | 557,999             | 135,256                 |
| Provinca Santo Domingo | 2,995,211           | 2,119,654           | 875,557                 |

Za celoten seznam občin in občinskih okrajev države, glej Seznam občin Dominikanske republike.